# NGC 7516
NGC 7516 (другие обозначения — PGC 70703, UGC 12420, MCG 3-59-10, ZWG 454.6) — линзообразная галактика (S0) в созвездии Пегас.
Этот объект входит в число перечисленных в оригинальной редакции «Нового общего каталога».